# Вулиця Авіаконструктора Петра Балабуєва
Ву́лиця Авіаконстру́ктора Петра́ Балабу́єва — вулиця у Святошинському районі міста Києва, місцевість Ґалаґани. Пролягає від проспекту Берестейського до кінця забудови. Прилучається Чистяківський провулок. У зв'язку зі знесенням промислової та зведенням житлової забудови, очікується її перепланування.

## Історія
Вулиця відома з 1-ї третини XX століття. Мала назву Кубелківський провулок (від прізвища домовласника-першопоселенця), одна з перших згадок — у книзі «Весь Киев на 1926 год». 
З 1950-х років (згідно з довідником «Вулиці Києва» 1995 року — з 1953 року) ― Екскаваторна вулиця, від заводу «Червоний екскаватор» (нині — АТ «АТЕК»), розташованого поблизу.
Сучасна назва ― з 2021 року, на честь видатного українського авіаконструктора, Героя України Петра Балабуєва.

## Установи та заклади
- Завод сантехнічних заготовок (буд. № 24)
- Металообробний завод котельного обладнання 703-й ДП Міноборони України (буд. № 30)